# 新月站
新月站（日语：／ Niitsuki eki */?）是東日本旅客鐵道（JR東日本）大船渡線沿線的鐵路車站，位於岩手縣一關市室根町。折壁站在JR東日本盛岡支社管轄範圍內，由氣仙沼車站代為管理。

## 車站構造
設有側式月台一座的地面車站，為木製簡易站房的無人車站。

## 車站週邊
宮城縣邊界就在附近
- 前木簡易郵局
- 縣道140號新月停車場線
- 國道284號

## 巴士路線
岩手縣交通
- 一關站前 - 薄衣 - 千厩 - 室根山登山口 - 新月站前 - 氣仙沼站前 - 南氣仙沼
- 藤澤←關田橋←千厩←室根山登山口←新月站前

## 歷史
- 1929年7月31日 - 設站。
- 1972年11月1日 - 改為無人車站，由氣仙沼站管理。
- 1987年4月1日 - 日本國鐵分割民營化，本站現隸屬JR東日本。

## 相鄰車站
東日本旅客鐵道
■大船渡線
折壁－新月－氣仙沼

## 外部連結
- JR東日本－新月站 （页面存档备份，存于）（日語）

38°54′56.30″N 141°29′19.87″E / 38.9156389°N 141.4888528°E